# Светско првенство у атлетици на отвореном 2007 — 10.000 метара за жене
Дисциплина 10.000 метара за жене на 11. Светском првенству у атлетици 2007. у Осаки одржано је 25. августa на стадиону Нагаји.
Титулу освојену у Хелсинкију 2005. одбранила је Тирунеш Дибаба из Етиопије.

## Земље учеснице
У такмичењу је учествовало 22 такмичарке из 13 земаља.
| 1. Аустралија (1) 2. Белгија (1) 3. Белорусија (1) 4. Етиопија (4) 5. Јапан (3) 6. Кенија (3) | 1. Мароко (1) 2. Мексико (1) 3. Нови Зеланд (1) 4. Русија (1) 5. САД (3) 6. Турска (1) 7. Уједињено Краљевство (1) |

## Освајачи медаља
| Освајачи медаља |             |                      |  |  |  |  |
|                 |             |                      |  |  |  |  |
|                 |             |                      |  |  |  |  |
|                 |             |                      |  |  |  |  |
| Тирунеш Дибаба  | Кара Гаучер | Џоана Пави           |  |  |  |  |
| Етиопија        | САД         | Уједињено Краљевство |  |  |  |  |

## Рекорди
Списак рекорда у трци на 10.000 метара пре почетка светског првенства 25. августа 2007. године:
| Рекорди пре почетка Светског првенства 2007. | Рекорди пре почетка Светског првенства 2007. | Рекорди пре почетка Светског првенства 2007. | Рекорди пре почетка Светског првенства 2007. | Рекорди пре почетка Светског првенства 2007. | Рекорди пре почетка Светског првенства 2007. |
| -------------------------------------------- | -------------------------------------------- | -------------------------------------------- | -------------------------------------------- | -------------------------------------------- | -------------------------------------------- |
| Олимпијски рекорд                            | Дерарту Тулу                                 | Етиопија                                     | 30:17,49                                     | Сиднеј, Аустралија                           | 30. септембар 2000.                          |
| Светски рекорд                               | Ванг Ђунсја                                  | Кина                                         | 29:31,78                                     | Пекинг, Кина                                 | 8. септембар 1993.                           |
| Рекорд светских првенстава                   | Берхане Адере                                | Етиопија                                     | 30:04,18                                     | Париз, Француска                             | 23. август 2003.                             |
| Најбољи резултат сезоне                      | Меставет Туфа                                | Етиопија                                     | 31:00,27                                     | Valkenswaard, Холандија                      | 26. јун 2007.                                |
| Афрички рекорд                               | Берхане Адере                                | Етиопија                                     | 30:04,18                                     | Париз, Француска                             | 23. август 2003.                             |
| Азијски рекорд                               | Ванг Ђунсја                                  | Кина                                         | 29:31,78                                     | Пекинг, Кина                                 | 8. септембар 1993.                           |
| Северноамерички рекорд                       | Дина Кастор                                  | Сједињене Државе                             | 30:50,32                                     | Пало Алто, САД                               | 3. мај 2002.                                 |
| Јужноамерички рекорд                         | Кармен Оливеира                              | Бразил                                       | 31:47,76                                     | Штутгарт, Немачка                            | 21. август 1993.                             |
| Европски рекорд                              | Паула Радклиф                                | Велика Британија                             | 30:01,09                                     | Минхен, Немачка                              | 6. август 2002.                              |
| Океанијски рекорд                            | Бенита Вилис-Џонсон                          | Аустралија                                   | 31:00,27                                     | Париз, Француска                             | 23. август 2003.                             |

### Најбољи резултати у 2007. години
Десет најбржих атлетичарки у 2007. години на 10.000 метара, пре почетка светског првенства (25. августа 2007) заузимало је следећи пласман.
| 1.  | Меставет Туфа    | Етиопија         | 31:00,27 | 26. јун   |
| 2.  | Флоренс Киплагат | Кенија           | 31:06,20 | 17. мај   |
| 3.  | Тејба Еркесо     | Етиопија         | 31:13,67 | 17. мај   |
| 4.  | Џенифер Рајнс    | Сједињене Државе | 31:17,31 | 13. април |
| 5.  | Еџагајеху Дибаба | Етиопија         | 31:18,97 | 14. јул   |
| 6.  | Кимберли Смит    | Нови Зеланд      | 31:20,63 | 29. април |
| 7.  | Ахеза Кирос      | Етиопија         | 31:20,66 | 14. јул   |
| 8.  | Натали де Вос    | Белгија          | 31:22,80 | 17. мај   |
| 9.  | Елван Алевејгезе | Турска           | 31:25,15 | 7. април  |
| 10. | Инга Абитова     | Русија           | 31:26,08 | 14. јул   |

Такмичарке чија су имена подебљана учествовале су на СП.

## Сатница
| Датум            | Време | Коло   |
| ---------------- | ----- | ------ |
| 25. август 2007. | 21:50 | Финале |

Времена су дата према локалном времену UTC +7

## Резултати

### Финале
Такмичење је одржано 25. августа 2007. године у 21:50 по локалном времену.,
| Пласман | Атлетичарка           | Земља                | ЛР       | ЛРС      | Резултат | Белешке |
| ------- | --------------------- | -------------------- | -------- | -------- | -------- | ------- |
|         | Тирунеш Дибаба        | Етиопија             | 30:15,67 |          | 31:55,41 | ЛРС     |
| 2.      | Елван Алевејгезе      | Турска               | 30:21,67 | 31:25,15 | 31:59,40 | Диск.   |
|         | Кара Гаучер           | САД                  | 31:17,12 | 32:33,80 | 32:02,05 | ЛРС     |
|         | Џоана Пави            | Уједињено Краљевство | 31:26,94 | 31:26,94 | 32:03,81 |         |
| 4.      | Кимберли Смит         | Нови Зеланд          | 31:20,63 | 31:20,63 | 32:06,89 |         |
| 5.      | Дина Кастор           | САД                  | 30:50,32 | 31:57,00 | 32:24,58 |         |
| 6.      | Еџагајеху Дибаба      | Етиопија             | 30:18,39 | 31:18,97 | 32:30,44 |         |
| 7.      | Филес Мура Онгори     | Кенија               | 31:18,85 | 31:39,11 | 32:30,74 |         |
| 8.      | Емили Чебет Муге      | Кенија               | 31:33,39 | 32:46,4  | 32:31,21 | ЛРС     |
| 9.      | Кајоко Фукуши         | Јапан                | 30:51,81 | 32:13,58 | 32:32,85 |         |
| 10.     | Натали де Вос         | Белгија              | 31:22,80 | 31:22,80 | 32:38,60 |         |
| 11.     | Инга Абитова          | Русија               | 30:31,42 | 31:26,08 | 32:40,39 |         |
| 12.     | Кејти Макгрегор       | САД                  | 31:21,20 | 31:37,82 | 32:44,76 |         |
| 13.     | Мегуми Кинукава       | Јапан                | 31:35,27 | 31:35,27 | 32:45,19 |         |
| 14.     | Акане Вакита          | Јапан                | 31:39,32 | 31:39,32 | 32:48,68 |         |
| 15.     | Asmae Leghzaoui       | Мароко               | 31:16,94 | 31:36,56 | 32:51,30 |         |
| 16.     | Бенита Вилис          | Аустралија           | 30:37,68 |          | 32:55,94 |         |
| 17.     | Ахеза Кирос           | Етиопија             | 31:20,66 | 31:20,66 | 33:06,60 |         |
| 18.     | Евелине Вамбуи Нганга | Кенија               | 31:30,86 | 31:45,00 | 33:17,12 |         |
|         | Волга Крауцова        | Белорусија           | 31:58,52 | 31:58,52 | НЗ       |         |
|         | Меставет Туфа         | Етиопија             | 31:00,27 | 31:00,27 | НЗ       |         |
|         | Нора Летисиа Роча     | Мексико              | 31:56,61 | 31:56,61 | НС       |         |

### Пролазна времена
| Дистанца | Атлетичарка           | Земља    | Резултат |
| -------- | --------------------- | -------- | -------- |
| 1.000 м  | Натали де Вос         | Белгија  | 3:27,75  |
| 2.000 м  | Натали де Вос         | Белгија  | 6:42,82  |
| 3.000 м  | Натали де Вос         | Белгија  | 9:54,28  |
| 4.000 м  | Евелине Вамбуи Нганга | Кенија   | 13:10,58 |
| 5.000 м  | Натали де Вос         | Белгија  | 16:29,24 |
| 6.000 м  | Меставет Туфа         | Етиопија | 19:43,16 |
| 7.000 м  | Кајоко Фукуши         | Јапан    | 22:58,16 |
| 8.000 м  | Елван Алевејгезе      | Турска   | 26:05,78 |
| 9.000 м  | Елван Алевејгезе      | Турска   | 29:08,23 |